# Johann Georg Friedrich Papst
Johann Georg Friedrich Papst (* 21. Oktober 1754 in Ludwigsstadt; † 7. Juni 1821) war ein deutscher evangelischer Theologe und Philosoph.

## Leben
Johann Georg Friedrich Papst war der Sohn eines Schmieds und späteren Ludwigsstädter Bürgermeisters. Der Vater wollte ihn zunächst darauf vorbereiten, später ebenfalls Schmied zu werden; Papst allerdings zeigte sich in der Schule derart erfolgreich, dass ihm der Rektor Engelhard riet, zu studieren. Seit 1766 besuchte Papst ein Gymnasium. Dort fasste er den Wunsch, Prediger zu werden, allerdings konnten ihn die Eltern zu dieser Zeit nicht mehr unterstützen. Dennoch ließ sein Fleiß nicht nach. Seine Lehrer ermöglichten ihm, an einem Waisenhaus in der Nähe zu unterrichten.
Nachdem Papst dreieinhalb Jahre als Waisenhauslehrer fungiert hatte, verließ er das Gymnasium. 1774 hielt er dazu seine Abschiedsrede mit dem Titel Unde quantum commodum redundet in urbem schola publica instructam und bezog die Universität Leipzig. Philosophie studierte er bei Crusius und Platner, Geschichte und Theologie aber bei Böhm, Johann Heinrich Ernesti, Johann Gottfried Körner und Morus. Letzterer hatte besonderen Einfluss auf Papst.
Seit 1777 studierte Papst an der Universität Erlangen. Noch in diesem Jahr verteidigte er seine Schrift Positiones miscell. 1779 verteidigte er eine Abhandlung de authentia Capitis XXI Johannis, worauf er zum Magister ernannt wurde, und verließ die Universität.
Nach seinem Studium wirkte Papst zunächst als Lehrer. Dabei plante er, sich weiter der akademischen Karriere zu widmen. Dieses Vorhaben verwarf er zunächst, um Hauslehrer der zwei Reichsgrafen zu Castell-Remlingen zu werden. Drei Jahre lang hatte er dieses Amt inne. Mit der Familie reiste er im Sommer 1780 nach Holstein. Da er die Gunst der Grafen genoss, erhoffte er eine baldige Beförderung.
Bis 1782 hatte Papst diese Position inne. In diesem Jahr erhielt er eine Berufung als Prediger nach Smirna. Allerdings wurde ihm von Johann Zacharias Leonhard Junkheim und weiteren eine Philosophieprofessur in Erlangen angeboten. Er entschied sich für die Professur. 1783 verteidigte er dort eine Abhandlung de populorum incultorum vindicta.
1783 nahm Papst in Erlangen eine außerordentliche Professur an. Seit Juli 1786 dozierte er Philosophie und Theologie, später kam zu seinen Fächern auch Geschichte hinzu. Seit 1790 bekleidete er die ordentliche Professur und seit 1791 auch die Politikprofessur. 1794 berief man ihn an der Universität zum ordentlichen Theologieprofessor, was er allerdings ablehnte.
Bis 1796 amtierte Papst außerdem als Prorektor, danach als Prodekan und wurde Pfarrer in Zirndorf. 1801 wurde er zum wirklichen Dekan ernannt.
1817 wurde Papst Dekan und Schulinspektor in Cadolzburg. Darauf wurde er auch zum Doktor der Theologie ernannt.
Papst starb 1821 im Alter von 66 Jahren. Seine Ämter in Cadolzburg hatte er bis zu seinem Tode inne.
Man beschrieb Papst als anspruchslosen, rechtschaffenen und wohlwollenden Menschen. Er schrieb einen zweibändigen Kommentar zur christlichen Kirchengeschichte, was als sein Hauptverdienst als theologischer Schriftsteller gilt. Die Geschichte der christlichen Kirche, nach den Bedürfnissen unsrer Zeit von 1787 allerdings wurde nie vollendet.

## Werke
- Diss. inaug. de autentia capitis XXI Joannis (Erlangen 1779)
- Die Entdeckungen des fünften Welttheils, oder Reisen um die Welt; ein Lesebuch für die Jugend (fünf Bände; Nürnberg 1783–1790)
- Charakter des Durchlauchtigsten Friedrich, Markgrafen zu Brandenburg-Baireuth; aus einer lateinischen Rede J. P. Reinhard übersetzt (Nürnberg/Altdorf 1783)
- Diss. de populorum incultorum vindicta (Erlangen 1783)
- Predigt über den Werth der Bildung des Geistes (Nürnberg 1784)
- Progr. de faustis Christianae religionis initiis, ad loc. Actor. 2, 1–4 (Erlangen 1786)
- Geschichte der christlichen Kirche, nach den Bedürfnissen unsrer Zeit (Band 1 Erlangen 1787)
- Leben Friedrich II, Königs von Preußen, für deutsche Jünglinge bearbeitet (Nürnberg 1788–1789)
- Die Reisenden für Länder- und Völkerkunde von zween Gelehrten herausgegeben (fünf Bände, Nürnberg 1788–1791)
- Progr. I–III de ipsorum Christianorum culpa in vexationibus motis a Romanis (Erlangen 1789–1790)
- Progr. de apostolicae ecclesiae exemplo caute adhibendo (Erlangen 1790)
- Herausgeber: Natur- und Völkerrecht, zum Unterricht Kaiser Josephs II von einem großen Staatsminister (Freiherrn v. Bartenstein) entworfen (Erlangen/Wien 1790)
- Progr. Commentatio de agriculturae initiis in Germania historico-philosophica (Erlangen 1791)
- Gegenwärtiger Zustand der Friedrich-Alexanders-Universität in Erlangen (Erlangen 1791)
- Commentar über die Geschichte der christlichen Kirche, nach dem Schröckschen Lehrgbuch (Band 1 Nürnberg 1792–1794, zweiter Band Nürnberg 1795–1801)